# 339-й радиотехнический полк
…339-й радиотехнический полк (в/ч 03007) — воинская часть в составе 51-й дивизии ПВО радиотехнических войск ВКС РФ. Штаб находится в городе Астрахань.
Сокращённое наименование — 339 ртп.

## История
С 1958 года базируется в посёлке Ханкала.
До 1991 года входил в 12-й корпус 19 ОА ПВО СССР.
В связи с провозглашением независимости Чеченской Республики в 1991 году, стали иметь место вооружённые нападения на часть:
- В ночь с 4 на 5 января 1992 года было совершено нападение на контрольно-технический пункт с целью захвата оружия. Дежурный по части майор Владимир Чичкан оказал сопротивление и был убит, его личное оружие похищено.
- 6 — 7 февраля 1992 года бандитами произведено нападение на расположение полка, склады с оружием разграблены.[5]

К июню 1992 полк был передислоцирован в Астрахань и преобразован в 100-ю радиотехническую бригаду.
Полк принимал участие в Первой чеченской кампании. В 2008 году после сокращения получил своё нынешнее наименование.
В 2009 году полку были переданы подразделения расформированного 32-го радиотехнического полка (Волгоград).
27 декабря 2011 полку вручили новое боевое знамя. Ранее на месте дислокации полка находился 64й Радиотехнический Полк (в/ч 37244)

## Командир
93-й радиотехнический полк
- полковник Зайнчковский Владимир Павлович[7]
- полковник Алейников Н. Ф.
- полковник Исаев В. С.

110-й радиотехнический полк

полковник Исаев В. С.
100-я радиотехническая бригада
- полковник Исаев В. С.
- полковник Косарев А. В.
- полковник Слётин В. В. с 02.08.2005 по 15.11.2008[8][9]

339-й радиотехнический полк
полковник  Беляев А.В.
- полковник Чернооков А. Г.[10][11] до 2021
- полковник Крупин С. В. до 2015[12]
- полковник Дубинцев С. В. 2015[13]

## Дислокация[14]
| № п/п | Воинская часть | Адрес                                                 | Координаты | Примечание                                                                  |
| ----- | -------------- | ----------------------------------------------------- | ---------- | --------------------------------------------------------------------------- |
| 1     | 03007-А        | Астраханская область п. Приволжский                   |            | [ 15 ]                                                                      |
| 2     | 03007-Б        | РСО г. Моздок                                         |            | (в/ч 43153)                                                                 |
| 3     | 03007-В        |                                                       |            |                                                                             |
| 4     | 03007-Г        | Ростовская область г. Морозовск                       |            |                                                                             |
| 5     | 03007-Д        | Ставропольский край г. Будённовск пр. Тампонажный, 84 |            | (Законсервированы: в/ч 96039 с. Дивное в/ч 06557 г. Светлоград с. Левокумка |
| 6     | 03007-Е        | Волгоградская область п. Октябрьский                  |            | [ 20 ]                                                                      |
| 7     | 03007-Я        | Республика Калмыкия г. Лагань                         |            | [ 21 ]                                                                      |
| 8     | 03007-К        | Республика Калмыкия с. Яшкуль                         |            | [ 21 ] [ 22 ]                                                               |
| 9     | 03007-Л        | КБР с. Шалушка                                        |            | [ 20 ]                                                                      |
| 10    | 03007-Н        | Ставропольский край г. Ессентуки                      |            | [ 18 ]                                                                      |
| 11    | 03007-Р        | Волгоградская область с. Лебяжье                      |            | [ 23 ]                                                                      |
| 12    | 03007-С        | Волгоградская область с. Палласовка                   |            | (в/ч 07039)                                                                 |
| 13    | 03007-Т        | Волгоградская область г. Михайловка Совхозная улица   |            | (в/ч 03464)                                                                 |
| 14    | 03007-У        | Ростовская область г. Волгодонск                      |            | [ 26 ]                                                                      |
| 15    | 03007-Ф        | Республика Дагеста́н с. Терекли-Мектеб                 |            | (в/ч 42013)                                                                 |
| 16    | 03007-И        | Астраханская область с. Тамбовка                      |            |                                                                             |
| 17    | 03007-К        | Республика Дагеста́н г. Каспийск                       |            | (в/ч 83178)                                                                 |

## Награды
- Полк награждён орденом Красной Звезды[28]

## Интересные факты
- Одно из подразделений до 1992 года располагалось на горе Кертмен[29][7].